# Choe Un-ju
Choe Un-ju (23 de janeiro de 1991) é uma futebolista norte-coreana que atua como meia.

## Carreira
Choe Un-ju integrou o elenco da Seleção Norte-Coreana de Futebol Feminino, nas Olimpíadas de 2012. 